# منير سكر
منير محمد محمد سكر (ولد في 10 يونيو 1976- توفي في 6 مارس 2006 في غزة)، وكنيته أبو أحمد، قيادي عسكري فلسطيني، كان أحد أبرز قادة سرايا القدس بقطاع غزة، وأحد أهم المطلوبين للكيان الصهيوني، ساهم في تأسيس جيش القدس التابع لحركة الجهاد الإسلامي، وأشرف ميدانيا على نشاطه القتالي. اغتالته إسرائيل عام 2006 بثلاث صواريخ استهدفت سيارته في مدينة غزة.

## الميلاد والنشأة
ولد منير سكر، في 10 يونيو 1976 في حي الشجاعية في مدينة غزة وكان ترتيبه الرابع بين إخوته، ومان عمره ستة سنوات عندما قد توفي والد. تلقى تعليمه الأساسي والثانوي في مدارس الشجاعية، ليعمل بعدها في التوزيع والتسويق ليعيل الأسرة.
وهو أب لولدان وأربع بنات ولدت الأخيرة قبل اغتياله ب6 شهور.

## نشاطه العسكري
انتمى سكر لحركة الجهاد الإسلامي في قطاع غزة في بداية الانتفاضة، ثم انضم إلى جناحها العسكري "سرايا القدس"، وشارك عدة مرات في التصدي لاجتياحات جيش الاحتلال في قطاع غزة، كما شارك في عمليات إطلاق الصواريخ على المستوطنات الصهيونية، وأصبح قائداً ميدانياً لسرايا القدس في قطاع غزة، حيث أشرف على تنفيذ إطلاق عشرات الصواريخ وعمليات قتالية مختلفة ضد جيش الاحتلال، وعلى تدريب مقاتلي الحركة، وعمل عن قرب مع القادة الشهداء خالد الدحدوح، ومحمد الشيخ خليل، وبشير الدبش، وغيرهم، وقد اتهمت حكومة الاحتلال سكر كذلك بالوقوف وراء تجهيز ومحاولة إدخال استشهاديين إلى القدس المحتلة. في عام 2004 ساهم في تأسيس جيش القدس التابع لحركة الجهاد الإسلامي، الذي بلغ عدد مقاتليه الألف. كان سكر على قائمة الاستهداف والتصفية الإسرائيلية، وتعرض لعدة محاولات اغتيال.

## اغتياله
تعرض سكر لعدة محاولات اغتيال، كان أبرزها عندما نجا من محاولة اغتيال مع الشيخ خضر حبيب.
وفي يوم الاثنين الموافق 6 مارس 2006 استهدفت الطائرات الإسرائيلية سيارته في حي الشجاعية بثلاثة صواريخ، وقُتل ومساعده أشرف شلوف وأربعة مواطنين من المارة بينهم طفلان شقيقان. ومع انتشار خبر اغتيال سكر امتلأت شوارع غزة بالجماهير التي خرجت للتعبير عن غضبها بعملية الاغتيال، وعلت أصوات المساجد مؤبنة سكر ورفاقه. توفيت عمته بنوبة قلبية لدى سماع نبأ اغتياله.
بعد مقتل سكر أكد متحدث باسم الجيش الاسرائيلي «ان عملیة القصف ھذه استھدفت المسؤول العسكري الكبير البارز في حركة الجھاد الإسلامي منیر محمد سكر والذي یعمل على توجیه الصواریخ نحو اسرائیل من قطاع غزة ومتهم بتنفيذ عمليات ضد الاهداف الإسرائيلية، والذى عمل كمساعد في البنية التحتية الإرهابية فكان يشارك في تهريب الأسلحة، وذكر المتحدث أن سكر والذي استهدف في ھذه الغارة كان مسئولا عن إرسال عدة انتحاريين تسللوا إلى اسرائیل عبر مصر في شھر فبرایر الماضي وكانوا في طریقهم إلى مدینة القدس لتنفیذ عملیة ھناك»، وذكر المتحدث أن سكر قد «تألق لفترة طويلة في قائمة المطلوبين بعد توجيه له اتهامات من قبل الجيش الإسرائيلي». 
وفي ظهر اليوم التالي شيع سكر والآخرين بموكب جنائزي كبير من المسجد العمري إلى مقبرة الشهداء شرق غزة. 

## وصلات خارجية
https://soundcloud.com/mohammed-m-sokker/dl05pu95qc5a https://saraya.ps/post/8010/الشهيد-القائد-منير-محمد-سكر--الزاهد-العابد-عاشق-الجهاد-والاستشهاد